# Dracovenator
Dracovenator ("caçador de dracs") és un gènere de dinosaure teròpode que visqué al Juràssic inferior al que avui en dia és Sud-àfrica.
L'espècie tipus, Dracovenator regenti, fou descrita per A. M. Yates l'any 2006. Només es trobà un crani parcial a la formació Elliot.
Forma un clade amb els teròpodes basals dilofosaure i zupaysaure d'acord amb una primera anàlisi cladística.